# Vieux-Champagne
 Vieux-Champagne  es una población y comuna francesa, en la región de Isla de Francia, departamento de Sena y Marne, en el distrito de Provins y cantón de Nangis.

## Demografía
| 106 | 147 | 114 | 138 | 191 | 190 |
| Para los censos de 1962 a 1999 la población legal corresponde a la población sin duplicidades (Fuente: INSEE [Consultar]) |     |     |     |     |     |